# رود لیونکا
رود لیونکا (انگلیسی: Livenka) یک رودخانه در استان اریول کشور روسیه است.